# Wodociągowa wieża ciśnień w Malborku
Wodociągowa wieża ciśnień w Malborku – zabytkowa, neogotycka wieża ciśnień w Malborku. 

## Historia
Wybudowana z cegły w 1905 roku w czasie założenia miejskich wodociągów przez firmę Windschild&Langelott KG. Od 1994 widnieje w rejestrze zabytków.

## Remont
Latem 2018 roku rozpoczął się remont wieży, który trwał do 2019 roku. Pieniądze zostały częściowo pozyskane przez urząd Miasta  z programu rewitalizacyjnego „Malbork na +”. Koszt remontu wyniósł ponad 4 mln złotych. 19 listopada 2019 roku wieża została otwarta. Na pierwszym piętrze wieży będzie działała placówka socjalizacyjna prowadzona przez Związek Harcerstwa Polskiego. Na drugim piętrze zorganizowano pomieszczenie socjalne oraz punkt informacji. Na trzecim planowano kawiarnię, ale na razie nie może ona działać ze względu na ograniczenia wynikające z umowy związanej z pozyskanymi funduszami. Wewnątrz wieży zbudowano windę. Zachowano również zbiornik o pojemności 500 m³ w którym wybudowano schody prowadzące do dodatkowej kondygnacji. Powyżej niej można przejść po platformach dookoła zbiornika i podziwiać panoramę Malborka.

## Nagrody
W 2020 roku wieża została laureatem ogólnopolskiego konkursu “Zabytek zadbany”, który jest organizowany przez Narodowy instytut Dziedzictwa. Wieża uzyskała nagrodę w kategorii Zabytki techniki. W uzasadnieniu podkreślono, że nagroda został przyznana za „wzorowe prace remontowe i konserwatorskie wieży ciśnień w Malborku, które pozwoliły na utrzymanie integralności zabytku techniki wraz z jego wyposażeniem oraz za umiejętne dostosowanie nowych funkcji społecznych i użytkowych do specyfiki obiektu”.